# Vimoutiers
Vimoutiers är en kommun i departementet Orne i regionen Normandie i nordvästra Frankrike. Kommunen ligger i kantonen Vimoutiers som tillhör arrondissementet Argentan. År 2022 hade Vimoutiers 3 041 invånare.

## Befolkningsutveckling
Antalet invånare i kommunen Vimoutiers
| Referens: INSEE |